# Arborimus albipes
Arborimus albipes är en däggdjursart som först beskrevs av Clinton Hart Merriam 1901.  Arborimus albipes ingår i släktet Arborimus och familjen hamsterartade gnagare. IUCN kategoriserar arten globalt som livskraftig. Inga underarter finns listade.
Arten når en kroppslängd (huvud och bål) av 10,3 till 11,0 cm och en svanslängd av 6,2 till 7,1 cm. Den har 1,9 till 2,1 cm långa bakfötter och 1,1 till 1,3 cm stora öron. Viktuppgifter saknas. Håren på ovansidan är mörkbruna till svarta vid roten och blågrå vid spetsen. Pälsen blir mer grå vid sidorna och det finns ingen tydlig gräns mot den ljusbruna undersidan med inslag av rosa. Vid svansen är ovansidan tydlig mörkare än undersidan. En annan utformning av kindtändernas tandemalj skiljer Arborimus albipes från andra släktmedlemmar.
Denna gnagare förekommer i västra USA i delstaterna Oregon och Kalifornien. I bergstrakter når arten 1067 meter över havet. Habitatet utgörs av skogar med cypressväxter som mammutträd (Sequoiadendron giganteum) eller liknande arter.
Individerna är aktiva på natten och de vistas främst på marken. Honor kan para sig hela året och per kull föds 2 till 4 ungar. Dräktigheten varar cirka 28 dagar och en månad efter födelsen eller något senare slutar honan med digivning. Födan utgörs av gröna växtdelar och rötter. Boet ligger ofta underjordisk. Arten hämtar sin föda ofta från växter av släktena hasslar (Corylus) och alsläktet (Alnus).